# Belz (Ucrania)
Belz (en ucraniano: Белз; en polaco: Bełz; en yidis: בעלז), es una ciudad situada en el raión de Chervonohrad, en la óblast de Leópolis, en Ucrania Occidental.
En 2019, la ciudad tenía una población de 2267 habitantes. Desde 2020 es sede de un municipio que tiene una población total de unos quince mil habitantes y que incluye como pedanías la ciudad de Úhniv y 22 pueblos.
La ciudad está situada cerca de la frontera con Polonia, entre el río Solokiya, un afluente del río Bug Occidental, y el arroyo Rzeczyca.

## Historia
Antes de la fundación del actual municipio en 2020, Belz era una ciudad de importancia distrital en el raión de Sokal. Su ayuntamiento no tenía pedanías.